# Scopula perfumata
Scopula perfumata là một loài bướm đêm trong họ Geometridae.